# Gallen
Gallen is een plaats in de Duitse gemeente Jesewitz, deelstaat Saksen.